# Fatima al-Maasouma
Fatimah bint Musa al-Kadhim (arabe : فاطمة بنت الإمام موسى الكاظم) connue sous le nom de Maasouma est la fille du septième imam des Chiites, Moussa Ibn Jaa'far et de Najma Khatoun et sœur du huitième imam chiite duodécimain, Ali ar-Rida et la tante du neuvième imam des chiites duodécimains, Muhammad al-Jawad.

## Biographie
Fatimah Maasouma est née le premier jour du mois de Dhou al qi`da, le onzième mois du calendrier Islamique, en l’an 173 de l’Hégire dans la ville Médine.
Durant son enfance  à Bagdad (Iraq), son père fut arrêté, puis assasiné par le calife Hâroun ar-Rachîd. Ensuite, Fatimah Maasouma fut prise en charge par son frère aîné, Ali ar-Rida. Sans proche parent, ni membre de sa famille, Ali ar-Rida s'exila à Khorasan (Machhad, Iran).
Une année après son départ, Fatimah Maasouma accompagnée de ses frères, neveux et nièces se sont lancés sur la route pour Khorasan pour tenter de le rejoindre.
Sa caravane s'arrêta dans la ville de Saveh (Iran). Elle tomba malade. N'ayant plus la possibilité de poursuivre son voyage jusqu’à Khorasan, elle décida de quitter la ville de Saveh pour celle de Qom.
Elle posa cette question : « Quelle est la distance entre la ville de Saveh et de Qom ? ». Ceux qui furent présents lui répondirent : « Nous allons vous transporter à Qom ». Elle ajouta : « parce que j’avais entendu mon père dire » : « La ville de Qom sera le centre de nos partisans (centre du chiisme)»».
Lorsque Fatimah Maasouma arriva à Qom, son chameau s’arrêta  chez Moussa ibn Khazardj, là où se trouve à présent Meyidan (Rond-point) Mir. Elle y passa ses derniers jours.

## Décès
Fatimah Maasouma resta dix-sept jours dans la ville de Qom avant d'y décéder, en l'an 201 AH.
Elle a été enterrée dans la ville de Qom et son sanctuaire est visité chaque année par des millions de partisans de Ahlul Bayt.
Le mausolée de Hazrat-e Ma’soumeh (sanctuaire de Fatima Masoumeh) est le lieu de pèlerinage le plus important à Qom et le deuxième lieu de pèlerinage important en Iran après Mashhad.

## Hadith sur Fatimah Massouma
Muhammad al-Jawad, le neuvième imam chiite duodécimain, a dit que : 

« Celui qui visite ma tante à Qom, le Paradis lui sera accordé. »